# Sphaeropsis
Sphaeropsis è un genere di funghi ascomiceti.

## Specie
- Sphaeropsis acaciae
- Sphaeropsis betulae
- Sphaeropsis candollei
- Sphaeropsis conica
- Sphaeropsis clintonii
- Sphaeropsis cupressi
- Sphaeropsis dalmatica
- Sphaeropsis mali
- Sphaeropsis malorum
- Sphaeropsis oleae
- Sphaeropsis samarorum
- Sphaeropsis sambuci
- Sphaeropsis strobi
- Sphaeropsis taxi
- Sphaeropsis tumefaciens
- Sphaeropsis ulmi
- Sphaeropsis ulmicola